# Schauinsland, Antarktis
Schauinsland är ett berg i Antarktis. Det ligger i Västantarktis. Argentina, Chile och Storbritannien gör anspråk på området. Toppen på Schauinsland är 325 meter över havet.
Terrängen runt Schauinsland är huvudsakligen kuperad, men österut är den bergig. Trakten är glest befolkad. Närmaste befolkade plats är San Martín Station, 4,9 kilometer sydväst om Schauinsland. 